# Provincia de Sidi Ifni
La provincia de Sidi Ifni (en árabe: إقليم سيدي إفني‎) es una provincia de la región de Guelmim-Río Nun en Marruecos con capital en Sidi Ifni.
Limita:
- Al norte: por la provincia de Tiznit,
- Al sur: por la provincia de Guelmim,
- Al este: por la provincia de Tata,
- Al oeste: por el océano Atlántico.

## Organización administrativa
La provincia está compuesta por diferentes municipios:
- Sidi Ifni
- Lakhsas
- Anfeg
- Zoco el Arbaa
- Aït Erkha
- Boutrouch
- Ibdar
- Imi N'Fast
- Mesti
- Mirleft
- Esbuia
- Sebt Ennabour
- Sidi Abdallah Ou Belaid
- Sidi H'saine Ou Ali
- Sidi M'bark
- Tangarfa
- Tighirt
- Tiugsa
- Amel-lu